# Santa Brígida (Bahía)
Santa Brígida es un municipio brasileño del estado de Bahía. Su población estimada en 2004 era de 18.757 habitantes.